# Eilicrinia parvula
Eilicrinia parvula är en fjärilsart som beskrevs av Eugen Wehrli 1940. Eilicrinia parvula ingår i släktet Eilicrinia och familjen mätare. Inga underarter finns listade i Catalogue of Life.